# 何仿
何仿（1928年2月—2013年9月21日），原名何孝元，安徽天长人，中国艺术家，国家一级作曲家。曾任中国音乐家协会江苏分会第二届、第三届副主席、南京市文学艺术界联合会名誉主席。

## 生平
1928年2月出生在安徽天长县何庄。
1941年春入新四军淮南联中。1942年5月参加淮南少年工作团，同年调进淮南大众剧团。1944年5月加入中国共产党。曾在华东（第三）野战军政治部文工二团、华东军区解放军剧院、南京军区前线歌舞团工作。历任团员、音乐组长、副股长、作曲、合唱队长兼指挥、副团长、前线歌舞团团长、艺术指导。
1951年毕业于上海音乐学院音教班，1956年入总政文化部合唱指挥训练班师从德国专家。

## 主要作品
- 《前进在陆地天空海洋》、《五个炊事兵》、《我们是千里海防的巡逻兵》、《我的名字叫中国》等歌曲和《大翻身》等歌剧音乐。在全国全军多次获奖。
- 搜集、加工整理天长民歌《茉莉花》，
- 指挥过《淮海战役组歌》，参加指挥过音乐舞蹈史诗《东方红》。

## 所获奖项
- 独立功勋荣誉章，解放奖章，立二等功一次，三等功三次。